# الانتخابات الفيدرالية الألمانية 1994
أقيمت الانتخابات الفدرالية في ألمانيا في 16 أكتوبر 1994 لانتخاب أعضاء البوندستاغ الثالث عشر. ظل ائتلاف الاتحاد الديمقراطي المسيحي / الاتحاد الاجتماعي المسيحي بقيادة هلموت كول الكتلة الأكبر في البرلمان، حيث حافظ على منصب المستشار في ائتلاف أعيد انتخابه بفارق ضئيل بالتشارك مع الحزب الديمقراطي الحر. كان هذا البوندستاغ المنتخب هو الأكبر في تاريخ ألمانيا حتى عام 2017، حيث بلغ عدد أعضائه 672 عضوًا.
ورغم أن هذه الانتخابات لم تؤد إلى تغيير في الحكومة، إلا أنها شهدت انتخاب العديد من الأشخاص إلى البوندستاغ، والذين كان لهم دورا مهما في وقت لاحق. حيث تم خلال هذه الانتخابات انتخاب قادة مستقبليين للاتحاد الديمقراطي المسيحي وهما فريدرش ميرتس وأرمين لاشيت لأول مرة لعضوية البوندستاغ في عام 1994، وكذلك أعضاء في حكومات مستقبلية وهما نوربرت روتغين وبيتر ألتماير. وكانت هذه هي الانتخابات الأخيرة حتى عام 2009 التي تم فيها انتخاب حكومة تنتمي إلى تيار يمين الوسط.

## الملاحظات
1. ↑  النتائج مجمعة لتحالف 90/حركات المواطنين الخضر وحزب الخضر في ألمانيا الغربية.